# باربرا مانينغ
باربرا مانينغ (بالإنجليزية: Barbara Manning)‏ هي ملحنة ومغنية مؤلفة أمريكية، ولدت في 12 ديسمبر 1964 في سان دييغو في الولايات المتحدة.

## وصلات خارجية
- الموقع الرسمي
- باربرا مانينغ على موقع IMDb (الإنجليزية)
- باربرا مانينغ على موقع ميوزك برينز (الإنجليزية)
- باربرا مانينغ على موقع أول ميوزيك (الإنجليزية)
- باربرا مانينغ على موقع ديسكوغز (الإنجليزية)